# James Herbert
James Herbert (Londres, 8 de abril de 1943 - Sussex, 20 de marzo de 2013) fue un escritor best-seller de terror inglés que en un principio trabajó como director de arte de una agencia de publicidad. Un escritor a tiempo completo, él también diseñó sus propias portadas de libros y publicidad. Sus libros han vendido 54 millones de copias en todo el mundo y han sido traducidos a 34 idiomas.

## Lista de obras
| Novelas - Las ratas (1974) - The Fog (1975) - The Survivor (1976) - Fluke (1977) - The Spear (1978) - Lair (1979) - The Dark (1980) - The Jonah (1981) - Shrine (1983) - Domain (1984) - Moon (1985) - The Magic Cottage (1986) - Sepulchre (1987) - Haunted (1988) - Creed (1990) - Portent (1992) - The Ghosts of Sleath (1994) - '48 (1996) - Others (1999) - Once (2001) - Nobody True (2003) - The Secret of Crickley Hall (2006) - Ash (2012) | Novelas gráficas - The City (1993) No ficción - By Horror Haunted (1992) - James Herbert's Dark Places (1993) Cuentos - "Maurice and Mog" - "Breakfast" - "Halloween's Child" - "They Don't Like Us" - "Extinct" - "Cora's Needs" |

## Adaptaciones
- The Survivor (película de 1981)
- Deadly Eyes (película de 1982; basada en The Rats)
- The Rats (del juego de computador de 1985 para Commodore 64 and Sinclair Spectrum)
- Fluke (película de 1995)
- Haunted (película de 1995)
- The Magic Cottage (Dramatización de 1998 para BBC Radio 4)
- The Secret of Crickley Hall (serie de televisión de tres partes de 2012 para BBC One)
- The Unholy (película de 2021; basada en Shrine)